# サーディ・ラベナ
サーディ・ラベナ（Thirdy Ravena）ことフェルディナンド・クリソローゴ・ラベナIII世（Ferdinand Crisologo Ravena III、1996年〈平成8年〉12月17日 - ）は、フィリピンのプロバスケットボール選手である。イロイロ出身。

## 来歴
フィリピン・イロイロ生まれ。
アテネオ・デ・マニラ大学ではフィリピンのインカレに当たるUAAP選手権で3連覇に貢献し、3年連続でファイナルズMVPも受賞。
また、フィリピン代表にも選ばれ、2019年ワールドカップアジア予選にも出場。
2020年6月26日、B.LEAGUEが同年より採用するアジア特別枠の第1号として三遠ネオフェニックスと契約。
2024年7月30日、2024年からABAリーグに参戦するBCドバイへ1年契約で加入すると発表された。チーム内の同じポジションにはアウドゥ・アバス、ダニーロ・アンジュシッチクレメン・プレペリッチといった各国の代表選手が揃っており、ABAリーグで16試合(プレーオフでは2試合)に出場したが、1試合平均の出場時間はわずか4.7分とプレータイムの確保に苦しんだ。

## 家族
父のボン・ラベナは1992年のPBAで新人王を獲得した元プロバスケットボール選手で、現在はTNT KaTropaのヘッドコーチ。母のモジー・クリソローゴは元フィリピン代表のバレーボール選手。兄のキーファー・ラベナもプロバスケットボール選手で、フィリピン代表で主将を務め、2021年に滋賀レイクスターズと契約。妹のダニ・ラベナはアテネオ・デ・マニラ大学のバレーボール選手。

## 経歴
- アテネオ・デ・マニラ大学 - 三遠ネオフェニックス（2020 - 2024）